# Балцано (Катанцаро)
Балцано је насеље у Италији у округу Катанцаро, региону Калабрија.
Према процени из 2011. у насељу је живело 63 становника. Насеље се налази на надморској висини од 42 м.